# Mamerthes cyanacraspis
Mamerthes cyanacraspis là một loài bướm đêm trong họ Noctuidae.